# 新米オッサン冒険者、最強パーティに死ぬほど鍛えられて無敵になる。
『新米オッサン冒険者、最強パーティに死ぬほど鍛えられて無敵になる。』（しんまいオッサンぼうけんしゃさいきょうパーティにしぬほどきたえられてむてきになる）は、岸馬きらくによる日本のライトノベル。「小説家になろう」に投稿され、2018年12月よりHJノベルス（ホビージャパン）に書籍化された。イラストはTeaが担当する。2021年6月からは「カクヨム」に移籍して連載されている。2024年3月時点でシリーズ累計部数は130万部を突破している。
メディアミックスとして、荻野ケンによるコミカライズが『コミックファイア』（ホビージャパン）にて、2019年11月22日から連載中。また、テレビアニメが2024年7月から9月まで放送された。

## あらすじ
英雄譚「ヤマト伝説」に憧れる少年リック・グラディアートルは、極めて確率の低い「固有スキルの因子」を保有していることが分かり、冒険者への道を進むことを夢みつつスキルの発現を待ち続けた。
しかし、一向にスキルは発現せず、気がつけば30歳になっており、冒険者ではなく冒険者ギルドの受付に就いていた。安全・安定の仕事に両親は喜んだが、本人は冒険者への夢を捨てきれないままどこか鬱屈した日々を送っていた。
そんな中、超一流を意味する「S級」の資格を持つ冒険者リーネットと出会う。彼女はリックに対し、魔力量を育てないまま20歳を超えたことを理由に今から冒険者を目指してもやっていけないとはっきり言い、リックも一旦は諦めがつくが、とある出来事を機にスキルが発現。彼のスキルと持ち前の勇気を目の当たりにしたリーネットから、彼女が所属する大陸最強の冒険者パーティー「オリハルコン・フィスト」に勧誘される。パーティーの目的は、実はおとぎ話ではなく史実だった「ヤマト伝説」に出てくる「カイザー・アルサピエト」を倒すことだった。
こうして、「オリハルコン・フィスト」の見習いとなったリックは、メンバーたちから特訓を受け始める。30歳から冒険者を目指すという「出遅れ」を埋めるべく2年にも及ぶ地獄の修行を耐え抜いたリックは、本人の自覚もないままS級冒険者相当の実力を身に付けていた。
E級冒険者の試験をパスし、名実ともに冒険者となったリックは、パーティーのメンバーと共に「カイザー・アルサピエト」へとつながる「六宝玉」探しを始める。

## 登場人物

### 主要人物

#### オリハルコン･フィスト
Sランク冒険者で構成されるパーティ。30までド素人だったリックを2年間鍛え上げた。
リック・グラディアートル
声 - 佐藤拓也、大地葉（幼少期）
本作の主人公。32歳。元･ギルド事務員で30歳を過ぎに冒険者を目指している。Sランク冒険者パーティ「オリハルコン・フィスト」の新人メンバー。
コミック版のキャラクター名鑑によるとブロストンたちから受けた2年間の修行で見た目は若干マッシヴになった程度なのに体重が63kgから「163kg」に増えている。
2年間の修業はリックに取って思い出すだけで錯乱状態になるほどのトラウマだが、一方でリックに愛情を持って鍛えてくれた事も十分理解しており、メンバーに対する感謝や信頼の念は篤い。リーネットに一目惚れして好意を抱くが実は相思相愛な事に気付いてない。
リンクスの助言でリーネットに振り向いて貰う為に一度リーネットのメイドの仕事を手伝おうとしたことがあるが、リーネットがメイドの仕事を1人で完璧に熟してしまうため失敗に終わっている。
蛮勇覚醒（レクレス・ソウル）
30歳にして目覚めたリックの固有スキル。発動条件は「自分を遥かに上回る強敵に限界を越えて挑む覚悟を決めること」。能力は魔力量の増大であり、相手が強ければ強いほど増える量が上昇する。ゆえに自分より弱い相手に発動することはなく、自身を鍛えて強くなるほど発動条件自体が厳しくなる。当初は魔力を制御できず、発動すれば1週間以上は意識不明状態になる代物だったが、地獄の修行の結果、魔力の制御が可能となり、意識不明になる期間も3日まで短縮されている。

リーネット・エルフェルト
声 - 大西沙織
“断裁剣姫”の異名を持つハーフダークエルフの女性。19歳。アリサには劣るものの巨乳。地下闘技場で9999連勝という記録を持つが、今はオリハルコン･フィストのメイドで家事の一切を受け持つ。
他のメンバー同様に普段は無敵の強さを誇るが、ある事情からドラゴンの魔力を感じると(＝ドラゴンが近くにいると)自身の魔力がコントロールできなくなり、戦闘不能に陥ってしまう。リックに一目惚れされ好意を抱かれるが実は相思相愛。リーネットは気づいており、時折リックのやる気を出すために利用することがある。
リックがリンクスの助言で、振り向いて貰う為に一度リーネットのメイドの仕事を手伝おうとしたが、リーネットが1人で何でもこなしてしまう為にリックは不要だった。
ブロストン・アッシュオーク
声 - 三宅健太
“賢鬼”の異名を持つオークの男性。怪力と共に回復・蘇生を含めた補助魔法に精通する知性的なオークだが、同時に鍛錬に関しては「死んでも生き返らせて鍛える」という並々ならぬスパルタ式。
灰色の肌を持つオークの特異体で、本来オークには持ち得ない知性と隔絶した能力で、父や兄弟含めた群れから神様扱いされ、浮いた存在であった。群れが天災で全滅したのをきっかけに人間社会に接触して冒険者となり、オリハルコン・フィストを作った。群れの中でも浮いていたため、オークとして当たり前な「殴り合いによるコミュニケーション」に飢えている。しかし、自分の拳を受けたものは一発で戦闘不能になってしまうため「自身と互角に殴り合える相手」を求めていた。リックの修行メニューの基本はそんな相手を自ら育て上げるために作っていたもの。
基本的に戦闘はまず相手の攻撃を体で受け止め、それから反撃するというスタイルをとっている。ただし相手を強者と認めた場合、オークの慣習に従って斜め45度にサムズアップを行う「クォーター・サムズアップ」というサインを行い、自分から全力で殴り掛かる。
ミゼット・エルドワーフ
声 - 豊永利行
“千年工房”の異名を持つエルフとドワーフのハーフ男性。1000年先を行くと言われる卓越した武器職人。
見た目は少年だが実年齢は50歳を超えており、関西弁で話す。無類の女好きでもある。
武器の製造だけでなく銃器の扱いも長けており、ファンタジー世界にも関わらずアサルトライフルやロケットランチャーなどの現代兵器を製造し、自ら活用している。
とある集団を相手に一対多の状況で大立ち回りを演じた。
アリスレート・ドラクル
声 - 久野美咲
“壊滅魔童”の異名を持つ吸血鬼の女児。ただ魔力を放出するだけで第七階綴魔術を発動させる、超天才攻撃魔術師。遊びと同じ感覚で大魔術を使うため、リックの修行中死亡理由の上位。
その魔力量から燃費が悪いらしく、無垢な見た目（漫画版キャラクター名鑑によると身長123cm、体重22kg）に反して凄まじい大食漢。
ラインハルト・ブロンズレオ
声 - 玄田哲章
「英雄ヤマトの伝説」の執筆者であり、かつてヤマトと共に戦った「伝説の五人」の一人。ブロストンと共にオリハルコン・フィストを結成したリーダーでもあるが、現在はある理由で他のメンバーから離れて過ごしている。
ゲオルグ
「最後の黒龍」の異名を持つ最強のブラック・ドラゴン。

#### ディルムット公爵家
アンジェリカ・ディルムット
声 - 下地紫野
17歳。「ですわ」という口調で話す。国家二等騎士(のちに一等に昇進)。冒険者試験でリックと対戦してから妙な縁が出来る。家は名門公爵家だが、両親は亡くなっており家を守るために3人の兄弟妹と頑張っていた。だが戦闘技術に関しては、なまじ才能があったためか自惚れていた。一時的にではあるがオリハルコン・フィストの特訓を受けており死亡もしている(直後に蘇生)。このため、リックのトラウマについては身をもって理解している。
原作では「拳王トーナメント編」（4巻まで）終了後はいったん登場しなくなるが、コミカライズ版では人気投票で1位になるほどの人気が出たため作画担当の荻野ケンの判断で原作では彼女が登場しない「騎士団学校編」（原作5巻から）以降も主要人物として出番が追加され、常識人目線のツッコミ役となっている。原作でも「ディルムット公国編」（10巻）で再登場を果たした。
ラスター・ディルムット
声 - 木村良平
ディルムット公爵家の長男でアンジェリカの兄。家は名門公爵家だが、両親は亡くなっており家を守るために3人の弟妹と頑張っていた。戦闘技術に関しては、なまじ才能があったためか自惚れており、ランクが下の冒険者を完全に見下している。冒険者試験では試験官に名乗り出て、未熟な者達を落としまくるが、リックに敗北した。
フリード・ディルムット
声 - 徳留慎乃佑
ディルムット公爵家の次男でアンジェリカの弟。家は名門公爵家だが、両親は亡くなっており家を守るために3人の兄姉妹と頑張っていた。兄と同じように己の実力と才能に自惚れていたが、冒険者試験でリックにあっさり倒された。

### その他
リンクス・ローロット
声 - 長岡龍歩
物凄くお人好しのBランク冒険者。
ケルヴィン・ウルヴォルフ
声 - 小西克幸
拳王トーナメント三連覇中のチャンピオン。卓越した戦闘センスを持つがゆえに本気を出すと「場を盛り上げることなく」勝利してしまうため、いつからか相手の実力に合わせた戦い方をするようになっていた。拳闘士を辞めようかとも考えたが、この世界に引き入れてくれたジムリーダーに対する恩義を感じて板挟みとなっていた。チャンピオンベルトに埋め込まれた六宝玉を手に入れる目的のブロストンと戦い、全力を出して戦うことの喜びを思い出す。
ギース・リザレクト
声 - 住永侑太
抜群の戦闘力・格闘センスを持つ竜人。一切の努力をせず勝利を重ねていたため、努力を「才能もない凡人の無駄な行い」と考えている。リックと戦って自身の力が通用しない相手との戦いに戸惑い、鍛錬を重ねてこなかったことによる「スタミナ不足と打たれ弱さ」によって敗れる。
スネイプ・リザレクト
声 - 一条和矢
ギースの兄の竜人。拳王トーナメント西部リーグ運営委員会会長。元拳闘士だが、年の離れたギースに手も足も出ず敗れたことから引退した経緯がある。
現在は商会を運営。貴族との繋がりを求めてディルムット家に支援を行い、その代償としてアンジェリカと婚約した。
アリサ・グレンジャー
声 - 関根明良
冒険者ギルド中央支部の受付嬢。22歳。美人かつ巨乳であり、アリサ目当てに男性冒険者はアリサの受付には列をなして並ぶ。

## 作風
電撃オンライン（KADOKAWA）によると、本作の見所は「世間の大半の人では相手にならないほど極限まで肉体が鍛え上げられて」おり、「その強さや感覚のズレから生まれるギャグ」である。

## 既刊一覧

### 小説
- 岸馬きらく（著）・Tea（イラスト）『新米オッサン冒険者、最強パーティに死ぬほど鍛えられて無敵になる。』ホビージャパン〈HJノベルス〉、既刊16巻（2025年7月18日現在）
  1. 2018年12月22日発売[15]、ISBN 978-4-7986-1826-5
  2. 2019年6月22日発売[16]、ISBN 978-4-7986-1950-7
  3. 2019年10月25日発売[17]、ISBN 978-4-7986-2028-2
  4. 2020年2月22日発売[18]、ISBN 978-4-7986-2126-5
  5. 2020年6月22日発売[19]、ISBN 978-4-7986-2236-1
  6. 2020年10月22日発売[20]、ISBN 978-4-7986-2327-6
  7. 2021年2月19日発売[21]、ISBN 978-4-7986-2421-1
  8. 2021年6月19日発売[22]、ISBN 978-4-7986-2511-9
  9. 2021年12月18日発売[23]、ISBN 978-4-7986-2696-3
  10. 2022年6月17日発売[24]、ISBN 978-4-7986-2851-6
  11. 2022年12月19日発売[25]、ISBN 978-4-7986-3028-1
  12. 2023年6月19日発売[26]、ISBN 978-4-7986-3213-1
  13. 2024年1月19日発売[27]、ISBN 978-4-7986-3390-9
  14. 2024年7月19日発売[28]、ISBN 978-4-7986-3590-3
  15. 2025年1月18日発売[29]、ISBN 978-4-7986-3730-3
  16. 2025年7月18日発売[30]、ISBN 978-4-7986-3872-0

### 漫画
- 岸馬きらく（原作）・荻野ケン（漫画）・Tea（キャラクター原案）『新米オッサン冒険者、最強パーティに死ぬほど鍛えられて無敵になる。』ホビージャパン〈HJコミックス〉、既刊11巻（2025年4月1日現在）
  1. 2020年5月27日発売[31][32]、ISBN 978-4-7986-2213-2
  2. 2020年10月27日発売[33]、ISBN 978-4-7986-2330-6
  3. 2021年5月1日発売[34]、ISBN 978-4-7986-2497-6
  4. 2021年11月1日発売[35]、ISBN 978-4-7986-2645-1
  5. 2022年4月30日発売[36]、ISBN 978-4-7986-2807-3
  6. 2022年9月1日発売[37]、ISBN 978-4-7986-2925-4
  7. 2023年4月1日発売[38]、ISBN 978-4-7986-2213-2
  8. 2023年9月29日発売[39]、ISBN 978-4-7986-3260-5
  9. 2024年3月1日発売[40]、ISBN 978-4-7986-3422-7
  10. 2024年9月2日発売[41]、ISBN 978-4-7986-3577-4
  11. 2025年4月1日発売[42]、ISBN 978-4-7986-3719-8

## コラボレート
- 2021年3月6日、『コミックファイア』とライブエンターテインメント集団のことだま屋本舗がコラボレートし、同サイトで連載されている3作品に声優が生アテレコを行う公演「EXステージ×コミックファイア」をOPENREC.tvで配信[43]。本作がその1作品に選ばれ、「マンガを動かす形」の映像が制作されている[43]。
  - キャスト[44]
    - リック - 佐藤拓也
    - アンジェリカ - 本多真梨子
    - リーネット - 生天目仁美
    - フリード - 水野まりえ
    - アリサ - 駒形友梨
    - ドムルド - 大畑伸太郎
    - シルヴィスター卿 - 星祐樹
- 2021年12月、『コミックファイア』と「スマホで声優体験を行える人気の音声サービス」の「SAY-U」がコラボレートし、アフレコ企画が開催され、本作がコラボレート作品に選出されている[45]。

## テレビアニメ
2023年3月にアニメ化企画が進行していることが発表され、2024年7月から9月までテレビ東京・毎日放送ほかにて放送された。

### スタッフ
- 原作 - 岸馬きらく[11][10]
- キャラクター原案 - Tea[11][10]
- 漫画 - 荻野ケン[11][10]
- 監督 - 片貝慎[11][10]
- シリーズ構成・脚本 - 土田霞[11][10]
- キャラクターデザイン - 江口麻里[11][10]
- サブキャラクターデザイン - 江古田ノイヅ、中島駿、鈴木陽子
- デザインワークス - 大西景子、佐藤真美子
- 色彩設計 - 渡部侑子[48]
- 美術監督 - 松本浩樹[48]
- 美術設定 - 石原江莉奈、石原由光
- 3DCGディレクター・撮影監督 - 林昭夫[48]
- 編集 - 丹彩子[48]
- 音響監督 - 亀山俊樹[11][10]
- 音響効果 - 宅間麻姫[48]
- 音響制作 - ビットグルーヴプロモーション[48]
- 音楽 - 大隅知宇[11][10]
- 音楽制作 - 日本コロムビア[48]
- 音楽プロデューサー - 天野大地
- プロデューサー - 永野雅彦、神部宗之、和田雄一郎、青井宏之、杉浦綾香、田中洸志、小澤文啓
- アニメーションプロデューサー - 後藤史臣
- アニメーション制作 - ゆめ太カンパニー[11][10]
- 製作 - 2024新米オッサン冒険者製作委員会[49]

### 主題歌
「荒野に咲けよ冒険者たち」
串田アキラによるオープニングテーマ。作詞は田村直美と片貝慎、作曲は田村直美、編曲は高藤大樹。
「さがしもの」
藤川千愛によるエンディングテーマ。作詞は藤川千愛、作・編曲は近藤世真（Elements Garden）。

### 各話リスト
| 話数   | サブタイトル                               | 絵コンテ        | 演出                    | 作画監督                                                                                       | 総作画監督                          | 初放送日      |
| ------ | ------------------------------------------ | --------------- | ----------------------- | ---------------------------------------------------------------------------------------------- | ----------------------------------- | ------------- |
| 第1話  | 12年遅れのスタート                         | 片貝慎          | 鹿谷拓史                | 高橋和徳 北條裕之 𠮷田肇 郭婷 欧文莹侠                                                         | 江口麻里 つなきあき                 | 2024年 7月2日 |
| 第2話  | 4242番のEランク昇級試験                    | 西邑大輔        | 又野弘道                | 山﨑展義 朴乾河                                                                                | 江口麻里 川島尚                     | 7月9日        |
| 第3話  | 超一流エリート vs. Fランクのオッサン       | 片貝慎          | 岩渕旭                  | 高橋和徳 𠮷田肇 北條裕之 陣内美帆 LEE EUN-YOUNG                                                | 江口麻里 つなきあき                 | 7月16日       |
| 第4話  | オッサン、冒険者になる                     | 西邑大輔        | ゆめ太カンパニー 演出部 | 飯飼一幸 石井しずく 佐藤哲也 長谷川圭                                                          | 江口麻里 西村理恵 つなきあき        | 7月23日       |
| 第5話  | オッサン、最強パーティに死ぬほど鍛えられる | きみやしげる    | きみやしげる            | Kim Yoon jung Um Ju hyeong                                                                     | つなきあき 川島尚                   | 7月30日       |
| 第6話  | 拳王トーナメント闘技大会                   | 加藤もえ        | 加藤もえ                | 高橋和徳 佐藤哲也 𠮷田肇 陣内美帆 石井しずく LEE EUN-YOUNG LEE SUNG-JIN                        | 西村理恵 つなきあき 江口麻里        | 8月13日       |
| 第7話  | オッサン、歴代最速の予選突破               | 西邑大輔        | 鹿谷拓史                | 長谷川圭 北條裕之 佐藤哲也 𠮷田肇 徐晨寅 梁家園 林子葉 廖菲                                    | 江口麻里 西村理恵                   | 8月20日       |
| 第8話  | 心のなかの天秤                             | きみやしげる    | 又野弘道                | 山﨑展義 朴乾河                                                                                | 川島尚                              | 8月27日       |
| 第9話  | 全てを持って生まれた完璧な天才             | 西邑大輔        | きみやしげる            | 高橋和徳 陣内美帆 北條裕之 LEE EUN-YOUNG LEE SUNG-JIN                                          | 川島尚 江口麻里                     | 9月3日        |
| 第10話 | 史上最強の拳闘士                           | ロマのフ 比嘉   | 片貝慎                  | 長谷川圭 林怡君 工藤慎也 陣内美帆 北條裕之 𠮷田肇 KIM JIN-YOUNG KIM SUN-TAE PARK SO-YEON       | 西村理恵 江口麻里                   | 9月10日       |
| 第11話 | 対等な殴り合い                             | 片貝慎 岩渕旭   | 岩渕旭                  | Lim Keun soo Youn Hi young Kwon Oh sik                                                         | つなきあき 江口麻里                 | 9月17日       |
| 第12話 | クオーター・サムズアップ                   | 名取孝浩 片貝慎 | 岩渕旭 鹿谷拓史         | 長谷川圭 陣内美帆 工藤慎也 高橋和徳 北條裕之 林怡君 𠮷田肇 LEE EUN-YOUNG LEE SUNG-JIN KIM DONG | 江口麻里 つなきあき 川島尚 西村理恵 | 9月24日       |

### 放送局
| 放送期間               | 放送時間                     | 放送局     | 対象地域   | 備考                                 |
| ---------------------- | ---------------------------- | ---------- | ---------- | ------------------------------------ |
| 2024年7月2日 - 9月24日 | 火曜 2:00 - 2:30（月曜深夜） | テレビ東京 | 関東広域圏 |                                      |
| 2024年7月3日 - 9月25日 | 水曜 2:30 - 3:00（火曜深夜） | 毎日放送   | 近畿広域圏 | 製作参加 / 『アニメ特区』第1部       |
|                        | 水曜 20:30 - 21:00           | AT-X       | 日本全域   | CS放送 / 字幕放送 / リピート放送あり |
| 2024年7月6日 - 9月28日 | 土曜 0:30 - 0:59（金曜深夜） | BSテレ東   | 日本全域   | BS/BS4K放送                          |

| 配信開始日   | 配信時間                     | 配信サイト | 備考                       |
| ------------ | ---------------------------- | --- | -------------------------- |
| 2024年7月2日 | 火曜 2:00 - 2:30（月曜深夜） | ABEMA | 地上波同時・独占見放題配信 |
| 2024年7月9日 | 火曜 0:00（月曜深夜） 更新   | Amazon Prime Video Google TV YouTube dアニメストア J:COM STREAM みるプラス TELASA DMM TV Lemino Hulu バンダイチャンネル ムービーフルPlus OnGenムービー Rakuten TV HAPPY!動画 iTSCOMオンデマンド FOD ビデオマーケット music.jp カンテレドーガ クランクイン!ビデオ |                            |

### BD
| 巻  | 発売日        | 収録話         | 規格品番    |
| --- | ------------- | -------------- | ----------- |
| BOX | 2024年9月25日 | 第1話 - 第12話 | COXC-1364/5 |

| テレビ東京 火曜 2:00 - 2:30（月曜深夜）                                          | テレビ東京 火曜 2:00 - 2:30（月曜深夜）                                                 | テレビ東京 火曜 2:00 - 2:30（月曜深夜）                     |
| 前番組                                                                           | 番組名                                                                                  | 次番組                                                      |
| -------------------------------------------------------------------------------- | --------------------------------------------------------------------------------------- | ----------------------------------------------------------- |
| 出来損ないと呼ばれた元英雄は、 実家から追放されたので 好き勝手に生きることにした | 新米オッサン冒険者、最強パーティに 死ぬほど鍛えられて無敵になる。 - ※本番組までアニメ枠 | あのちゃんの電電電波♪（再放送） - ※同番組よりバラエティ番組 |